# Saška-seminarist
Saška-seminarist (Сашка-семинарист) è un film del 1915 diretto da Česlav Sabinskij.